# Gyrocarpus angustifolius
Gyrocarpus angustifolius är en tvåhjärtbladig växtart som först beskrevs av Bernard Verdcourt, och fick sitt nu gällande namn av M. Thulin. Gyrocarpus angustifolius ingår i släktet Gyrocarpus och familjen Hernandiaceae. Inga underarter finns listade i Catalogue of Life.